# Isabel Rogé Tartarini
Isabel Rogé Tartarini (Andorra, 1963) és una esquiadora andorrana.

## Resultats
- 2001:
  - 3a a la cursa d'equips de Copa europea a Gavarnie (juntament amb Maria Eulàlia Gendrau Gallifa)[2]
  - 6a a la cursa d'equips de Campionat europeu (juntament amb Cristina Santuré Boixadé)
- 2005:
  - 1a a la Travessa Ransol-Pic de la Serrera-El Serrat ("classe" de veterans[3]
- 2007:
  - 1a a la Open Font Blanca (juntament amb Sophie Dusautoir)

### Pierra Menta
- 1994: 2a, juntament amb Danielle Hacquard
- 1995: 3a, juntament amb Danielle Hacquard
- 1996: 2a, juntament amb Danielle Hacquard
- 1997: 3a, juntament amb Jana Heczková

### Patrouille des Glaciers
- 1994: 1a, juntament amb Marie France Troillet, Melanie Farquet